# 26 Hydrae
Désignations
26 Hydrae (en abrégé 26 Hya) est une étoile binaire de la constellation de l'Hydre. Elle est visible à l'œil nu avec une magnitude apparente de 4,77, située à seulement quelques degrés d'Alphard. D'après la mesure de sa parallaxe annuelle par le satellite Gaia, le système est situé à environ ∼ 345 a.l. (∼ 106 pc) de la Terre. Il se rapproche quelque peu du Système solaire à une vitesse radiale de −1,2 km/s.
Sa composante primaire, désignée 26 Hydrae A, est classée comme une étoile géante jaune de type spectral G7 III par Keenan et McNeil (1989). Houk et Swift (1999) la classent quant à eux comme une géante lumineuse de type spectral G8II. C'est une géante du red clump, ce qui indique qu'elle génère son énergie par la fusion de l'hélium dans son noyau. L'étoile a une abondance élevée en lithium et elle montre un excès d'émission dans l'infrarouge lointain. Elle est estimée être âgée de 510 millions d'années et être 2,72 fois plus massive que le Soleil. Le rayon de l'étoile est environ 15 fois plus grand que le rayon solaire, elle est 139 fois plus lumineuse que le Soleil et sa température de surface est de 5 003 K.
La composante secondaire, 26 Hydrae B, est une étoile de magnitude 12,4 située à une distance angulaire de 3,2 secondes d'arc de l'étoile primaire en 2008.